# ناحیه تورنتون، شهرستان کلارک، ایلینوی
ناحیه تورنتون، شهرستان کلارک، ایلینوی (به انگلیسی: Anderson Township) یک منطقهٔ مسکونی در ایالات متحده آمریکا است که در شهرستان کلارک، ایلینوی واقع شده‌است. ناحیه تورنتون ۴۱۷ نفر جمعیت دارد و ۱۷۶ متر بالاتر از سطح دریا واقع شده‌است.